# 仙北新聞 (宮城)
『仙北新聞』（せんぽくしんぶん）は、宮城県大崎市（旧鳴子町）に存在した日刊の地方新聞。1951年から2007年まで存続した。秋田県大仙市の仙北新聞（せんぼくしんぶん、1946年創刊）とは関係ない。

## 概要
A3判サイズ1枚（表裏の2ページ）の新聞で、黄色がかった紙に印刷していた。新年号のみブランケット判の増ページで発行していた。テレビ番組欄もあったが、記事が多いと掲載されない日もあった。
本社は鳴子町字車湯の鳴子警察署近くにあり、同市古川（旧古川市）七日町にも支局を置いていた。印刷も手掛けていた。
読者の大半は鳴子町内だった。取材エリアは大崎地方だったが、競合する大崎タイムスに押され、鳴子町以外の読者は少数だった。

## 沿革
『仙北新聞』は、読売争議によって読売新聞を退社した大沼直志が、帰郷して創刊した。
2002年には、創刊50周年を記念し、写真集『写真で見る鳴子の今昔』を刊行した。
2007年1月1日付、14877号を最後に休刊（事実上の廃刊）となった。